# Autophradates (Tapurien und Mardien)
Autophradates (altgriechisch Αὐτοφραδάτης; † 325/324 v. Chr.) war ein persischer Statthalter (Satrap) während der Zeit des Alexanderzugs.
Unter dem aus der Dynastie der Achämeniden stammenden persischen Großkönig Dareios III. war Autophradates Satrap der Tapurer, deren Stammesgebiet nahe dem Kaspischen Meer lag. In der Schlacht von Gaugamela (Oktober 331 v. Chr.) kämpfte er mit seinem Truppenkontingent auf dem rechten Flügel der Perser gegen Alexander den Großen. 330 v. Chr. unterwarf er sich kurz nach dem Tod des Dareios III. in Zadrakarta dem Eroberer, zu dem er von Krateros und Erigyios gebracht wurde. Alexander bestätigte ihn dafür in seiner bisherigen Stellung als Satrap. Er erweiterte sogar Autophradates’ Satrapie um das Gebiet der Marder.
Um 328 v. Chr. wurde Autophradates jedoch von Phrataphernes, dem Satrapen von Parthien und Hyrkanien, im Auftrag Alexanders gefangen genommen und inhaftiert, wohl weil er eine zweifelhafte Haltung gegenüber dem Makedonenkönig gezeigt hatte. Seine Provinzen durfte Phrataphernes einbehalten. Nach der Rückkehr aus Indien 325/324 v. Chr. ordnete Alexander während seines Aufenthaltes in Karmanien die Verwaltung einzelner Satrapien neu und bestrafte Aufrührer und korrupte Beamte. Im Rahmen dieser Maßnahmen befahl er auch die Hinrichtung des Autophradates, weil dieser angeblich nach der Erlangung des Königtums gestrebt hatte.